# 金沢医科大学氷見市民病院
金沢医科大学氷見市民病院（かなざわいかだいがくひみしみんびょういん）は、富山県氷見市鞍川にある氷見市立の医療機関。

## 概要
- 敷地面積：36,007m2[2]
- 建物構造：鉄筋構造鉄骨造り6階建て、建物面積8,405m2[2]
- 病床：250床（一般245床（うち回復期リハビリテーション病床49床）、結核病床5床）[2]

## 沿革
- 2007年
  - 11月22日 - 学校法人金沢医科大学と基本協定、細目協定を締結[3]。
  - 11月30日 - 開設準備室を設置[3]。
- 2008年
  - 4月1日[4] - 金沢医科大学を指定管理者として、金沢医科大学氷見市民病院（旧 氷見市民病院、1948年7月5日に氷見郡厚生病院として創設[5]）の運営を開始。開院当初は1969年9月24日竣工[5]、1984年7月1日第2病棟、中央棟、リハビリ棟竣工、同年9月30日に既存棟を改修[6]した病棟を使用していた。
  - 10月 - 救急科開設[7]。
  - 12月1日 - 新病院新築の準備室設置[7]。
- 2009年11月18日 - りんごステーション開所[7]。
- 2010年4月22日 - 新病院新築工事安全祈願祭[7]。
- 2011年
  - 5月31日 - 新病院工事竣工[7]。
  - 8月20日 - 新病院竣工祝賀会[7]。
  - 8月21日 - 新病院内覧会[7]。
  - 9月1日 - 新病院に移転[7]。

## 診療科
- 循環器内科
- 消化器内科
- 腎臓内科
- 内分泌・代謝科
- 血液・リウマチ膠原病科
- 呼吸器内科
- 神経内科
- 高齢医学科
- 総合診療科
- 心身医学科
- 小児科
- 一般・消化器外科
- 胸部心臓血管外科
- 脳神経外科
- 整形外科
- 産婦人科
- 形成外科
- 皮膚科
- 泌尿器科
- 眼科
- 耳鼻咽喉科
- 放射線科
- 歯科口腔外科
- リハビリテーション科
- 麻酔科
- 救急科

## 指定
- 保険医療機関
- DPC対象病院
- 臨床研修病院
- 救急告示医療機関（救急病院）
- 病院群輪番制病院
- 第二種感染症指定医療機関
- へき地医療拠点病院
- 生活保護指定病院
- 難病医療協力病院
- 被爆者一般疾病医療機関
- 労災指定医療機関
- 障害者自立支援法第５４条第２項による指定医療機関
- 病院機能評価認定病院 一般病院２

## 交通アクセス
- 能越自動車道氷見インターチェンジから車で約5分
- JR氷見駅から約3ｋｍ
- あいの風とやま鉄道高岡駅、並びに氷見駅口バス停（JR氷見駅より徒歩5分、国道415号沿い）から加越能バス「氷見市民病院」行きで終点下車